# Hugh Trenchard, I visconte Trenchard
Hugh Trenchard, I visconte Trenchard (Taunton, 3 febbraio 1873 – Londra, 10 febbraio 1956) è stato un generale britannico.
Ufficiale di grande personalità ed energia, durante la prima guerra mondiale sollecitò la costituzione di forze aeree autonome e fu il principale creatore e organizzatore della Royal Air Force di cui tenne il comando per molti anni, rimanendo fino alla morte personalità influente e prestigiosa.
Teorico della guerra aerea, fu sostenitore intransigente della strategia del bombardamento strategico contro le città della potenza nemica da parte di grandi masse di bombardieri pesanti, ritenuti l'arma assoluta in grado di raggiungere da soli la vittoria senza il concorso di grandi eserciti terrestri. Le sue teorie concordavano con il pensiero di Billy Mitchell e Giulio Douhet, e trovarono parziale applicazione durante la seconda guerra mondiale con la campagna di bombardamenti sulla Germania nazista da parte del Bomber Command.

## Biografia

### I primi anni
Hugh Montague Trenchard nacque a Windsor Lodge presso Haines Hill a Taunton, Inghilterra il 3 febbraio 1873. Egli era il figlio terzogenito e secondo maschio di Henry Montague Trenchard e di sua moglie, Georgina Louisa Catherine Tower. Il padre di Trenchard era capitano nel King's Own Yorkshire Light Infantry e sua madre era figlia di un capitano della Royal Navy, John McDowall Skene. La famiglia Trenchard discendeva storicamente da Raoul de Trenchant, cavaliere e compagno di Guglielmo il Conquistatore, col quale combatté nella Battaglia di Hastings. Tra gli altri nobili antenati di questa casata spiccava anche sir Thomas Trenchard, High Sheriff nel Dorset nel XVI secolo e sir John Trenchard, Segretario di Stato all'epoca di Guglielmo III d'Inghilterra.
Quando Hugh Trenchard aveva appena due anni, la famiglia si spostò a Courtlands, un maniero circondato da fattorie di proprietà che distava meno di quattro chilometri dal centro cittadino di Taunton. Questa nuova condizione permise al giovane Trenchard di vivere una vita all'aria aperta, trascorrendo parecchio tempo nella caccia al coniglio col fucile che gli venne regalato a otto anni. Fu durante questo periodo che assieme ai suoi fratelli e sorelle, Hugh venne educato da un tutore privato che però questi non accettò mai. Il tutore stesso non era dei migliori ed in questo sta probabilmente una delle cause della mancata eccellenza accademica del futuro generale; era invece ottimo nella corsa a cavallo.
All'età di 10 anni, Trenchard venne inviato alla Allens Preparatory School presso Botley nell'Hampshire. Pur cavandosela discretamente in aritmetica, nelle altre materie non era uno studente modello, cosa di cui non si curarono particolarmente i suoi genitori, ritenendo questi che la cultura non fosse un fattore determinante per il resto della sua carriera militare. Georgina Trenchard, infatti, voleva che suo figlio proseguisse la professione di suo padre nella Royal Navy. Nel 1884, Trenchard venne spostato a Dover dove frequentò la Hammond's, una scuola espressamente dedicata a quanti volessero entrare a far parte della marina. Trenchard fallì le prove d'ingresso in Marina, ed all'età di 13 anni venne inviato alla scuola Reverend Albert Pritchard, presso Hill Lands a Wargrave, nel Berkshire. Hill Lands preparava i suoi allievi alla vita nell'esercito e qui Trenchard ebbe modo di eccellere nel rugby, pur continuando a non applicarsi a sufficienza negli studi.
Nel 1889, quando Hugh Trenchard aveva 16 anni, suo padre, che era divenuto avvocato, venne dichiarato in bancarotta. Dopo essere stato inizialmente rimosso da Hill Lands, il giovane Trenchard fu in grado di farvi ritorno solo grazie alla carità dei suoi parenti. Trenchard fallì gli esami d'ingresso all'accademia militare di Woolwich per ben due volte e venne quindi relegato nella milizia che disponeva di standard d'ingresso più bassi. Persino gli esami per l'ammissione nella milizia furono difficoltosi per Trenchard, il quale li fallì nuovamente nel 1891 e nel 1892. Durante questo periodo, Trenchard fece un periodo di prova come subalterno alla Forfar and Kincardine Artillery. Al suo ritorno alla Pritchard's, Trenchard finalmente ottenne di passare gli esami di ammissione nel marzo del 1893. All'età di 20 anni, ottenne il grado di sottotenente nel secondo battaglione dei Royal Scots Fusiliers e inviato in India.

### L'inizio della carriera militare

#### In India
Trenchard giunse in India sul finire del 1893, raggiungendo il suo reggimento presso Sialkot nel Punjab. Non troppo tempo dopo il suo arrivo, Trenchard venne chiamato a tenere un discorso durante una cena ufficiale, come era uso comune con gli ufficiali più giovani i quali portavano sovente esempi storici relativi alla storia dei Royal Scots Fusiliers. Al contrario, egli semplicemente disse: "Sono profondamente fiero di appartenere a questo grande reggimento", aggiungendo poi: "Spero un giorno di poterlo comandare". Il suo 'discorso' venne preso dai più come uno scherzo, ma molti apprezzarono la sua vérve e la sua determinazione.
I giovani ufficiali di stanza in India sul finire dell'Ottocento non erano particolarmente coinvolti in combattimenti e per questo potevano spesso dedicarsi alle attività sportive e così fece Trenchard. All'inizio del 1894 egli vinse la All-India Rifle Championship, una nota gara di tiro a segno per ufficiali, vittoria dopo la quale riuscì a creare anche una squadra di polo locale, malgrado il suo reggimento fosse di fanteria e non pochi risultarono i problemi con le cavalcature. Fu proprio ad una partita di polo svoltasi nel 1896 che Trenchard conobbe per la prima volta Winston Churchill. Lo sport fu per Trenchard una validissima opportunità per riscattarsi presso gli altri ufficiali suoi compagni che lo reputavano l'ultimo arrivato e lo avevano soprannominato "il cammello" per il suo essere taciturno e rimuginatore.
Fu inoltre durante questo periodo indiano che Trenchard iniziò a leggere moltissimo, dedicandosi volentieri alle biografie di eroi della storia inglese, rifacendosi di quell'educazione che in precedenza non aveva ricevuto adeguatamente. Ad ogni modo, in termini militari, Trenchard poteva definirsi insoddisfatto. Non prese parte ad alcun combattimento, perdendo anche l'unica possibilità di tornare al fronte per un breve periodo di tempo col suo reggimento, dal momento che si trovava in Inghilterra a causa di un'operazione per un'ernia.
Con lo scoppio della Seconda guerra boera nell'ottobre del 1899, Trenchard cercò più volte di riunirsi al suo battaglione presso la Città del Capo, ma la sua richiesta venne rigettata dal colonnello locale, ma quando il viceré Lord Curzon, emanò un bando per la ricerca di nuovi ufficiali per il Sudafrica, le prospettive di Trenchard si ampliarono notevolmente, avendo ricevuto in questo anche il sostegno di sir Edmond Elles. Dal 1900, Elles era infatti divenuto segretario militare di Lord Curzon e Trenchard (recentemente promosso al grado di capitano) colse l'occasione per inviare le prime richieste a Elles. Quest'operazione ebbe successo e Trenchard ricevette l'ordine di recarsi in Sudafrica alcune settimane più tardi.

#### In Sudafrica
Al suo arrivo in Sudafrica, Trenchard riprese il servizio nei Royal Scots Fusiliers e nel luglio del 1900 ottenne l'ordine di creare ed allenare una compagnia a cavallo per il 2º battaglione. I Boeri erano ottimi cavallerizzi e le tattiche da loro adoperate ponevano la cavalleria inglese in grave difficoltà. Gli inglesi si basarono sulla conoscenza di Trenchard nel polo e lo posero di stanza a Johannesburg. Parte della nuova compagnia di Trenchard era composta da volontari australiani, molti dei quali a mezza paga, debosciati e alcolizzati.
Dopo aver ristabilito l'ordine, la compagnia di Trenchard passò sotto il comando della 6th (Fusilier) Brigade che era di stanza a Krugersdorp. Tra il settembre e l'ottobre del 1900 i cavalieri di Trenchard vennero coinvolti in una serie di schermaglie a carattere locale. Il 5 ottobre la 6th Brigade, dove si trovava anche Trenchard, lasciò Krugersdorp con l'intenzione di incontrare i Boeri in uno scontro decisivo.
La brigata viaggiò di notte ed il 9 ottobre raggiunse l'accampamento boero. I boeri, accortisi dell'arrivo degli inglesi, sentendo di non poterli battere sul campo, li attirarono in una trappola spostandosi in una pianura isolata poco dietro l'accampamento. Quando Trenchard avvistò la fattoria di Dwarsvlei sembrò che i boeri si fossero lì riuniti per cenare in tranquillità, sperando di aver beffato i nemici. Trenchard pose dunque le sue truppe agli otto punti attorno alla struttura e rimase per mezz'ora in osservazione, inviando quattro uomini ad analizzare la situazione da vicino. Ad ogni modo, quando Trenchard diede l'ordine di attaccare, venne attaccato da dodici posizioni diverse dai boeri che attendevano la sua prima mossa. Trenchard riuscì a passare il fuoco e a raggiungere il muro esterno della fattoria, dove però venne colpito da un colpo di fucile boero al petto. Gli australiani, vedendo cadere il loro capitano, discesero dalle pendici circostanti e attaccarono battaglia coi boeri nei territori circostanti la fattoria. Diversi boeri vennero uccisi o feriti, alcuni fuggirono ma molti vennero catturati. Trenchard era ferito in maniera critica e venne portato in infermeria a Krugersdorp.

### I trattamenti medici e la convalescenza
Dopo che Trenchard fu portato all'ospedale di Krugersdorp, cadde da una semi-coscienza in coma. I chirurghi lo davano ormai per spacciato dal momento che la pallottola aveva colpito il suo polmone sinistro e lui aveva perso quasi tre litri di sangue. Il terzo giorno di cure, Trenchard riprese coscienza ma trascorse gran parte del giorno a dormire. Dopo tre settimane, Trenchard iniziò a mostrare i primi miglioramenti e venne trasportato a Johannesburg, dove fece ulteriori progressi. Quando tentò di sollevarsi dal letto, Trenchard realizzò di non essere in grado di reggersi sulle proprie gambe, fatto che gli portò il sospetto di essere parzialmente paralizzato. Venne quindi portato a Maraisburg per la convalescenza e qui a Trenchard venne confermata una parziale paralisi sotto il bacino dal momento che, secondo i medici, dopo aver perforato il polmone, la pallottola aveva danneggiato anche la spina dorsale.
Nel dicembre del 1900, Trenchard tornò in Inghilterra, giungendo con la nave ospedale a Southampton. Si spostava con l'aiuto di due stampelle e così facendo poté tra l'altro incontrare i suoi genitori. Come soldato disabile senza mezzi finanziari che lo rendessero indipendente, Trenchard si sentiva abbattuto, dovendo ricorrere al ricovero di Mayfair gestito dalla Croce Rossa per i soldati feriti. Il caso di Trenchard venne all'attenzione di Lady Dudley, che era operosa nel campo della filantropia a Mayfair. Grazie alla generosità economica di questa nobildonna, Trenchard poté trascorrere alcuni mesi in Svizzera presso uno specialista, beneficiando inoltre di un clima più favorevole al suo polmone colpito.
Domenica 30 dicembre, Trenchard giunse a St Moritz per iniziare la sua convalescenza svizzera. La noia iniziava ad assalirlo e per questo si dedicò ancora una volta allo sport, praticando il bob, che naturalmente richiedeva poco l'uso delle gambe, che egli non riusciva ancora a muovere correttamente. Fu durante un provvidenziale incidente accaduto proprio durante una scivolata sul crinale che batté nuovamente la spina dorsale, riaggiustandola miracolosamente dopo un breve momento di incoscienza, consentendogli di riprendere subito a camminare come se nulla gli fosse accaduto nei mesi precedenti. Una settimana dopo, Trenchard vinse la St. Moritz Tobogganing Club's Freshman and Novices' Cups del 1901, un rimarchevole trionfo per un uomo che nemmeno una settimana prima non era in grado di muoversi.
Al suo ritorno in Inghilterra, la prima preoccupazione di Trenchard fu di far visita a Lady Dudley per ringraziarla e poi cercò con ogni sforzo di fare ritorno in Sudafrica. Il suo polmone non era ancora completamente risanato, il che spesso gli causava mancanza di fiato. Il War Office era scettico circa la possibilità di Trenchard di tornare in pieno servizio e lui per tutta risposta si diede al tennis per rinvigorirsi, raggiungendo classifiche che gli attirarono l'interesse della stampa. Egli colse l'occasione per inviare al War Office alcuni stralci di quegli articoli che provavano inconfutabilmente le sue capacità di tornare in servizio. Senza aspettare la risposta, Trenchard partì alla volta del Sudafrica nel 1901.

### Il ritorno in Africa

#### Ancora in Sudafrica
Al ritorno di Trenchard in Sudafrica, egli si recò a Pretoria, giungendovi sul finire del luglio del 1901. Egli venne assegnato ad una compagnia della 12th Mounted Infantry con incarichi di pattugliamento, il che comunque gli consentiva di rimanere in servizio malgrado i continui mancamenti di respiro e le ferite che occasionalmente ancora sanguinavano.
Sul finire dell'anno, Trenchard venne convocato presso Kitchener, che era all'epoca il comandante in capo locale. Trenchard ottenne l'incarico di riorganizzare la demoralizzata compagnia di fanteria a cavallo, incarico che portò a termine in un solo mese. Kitchener inviò quindi Trenchard a De Aar nella Colonia del Capo per allenare i nuovi corpi di fanteria a cavallo. Kitchener chiamò presso di sé Trenchard per la terza volta nell'ottobre del 1901, questa volta inviandolo in una vera e propria missione militare, con l'incarico di catturare i rappresentanti del governo boero che erano fuggiti. Kitchener aveva ricevuto dei dispacci segreti sulla loro ubicazione e sperava con quest'azione di mettere in crisi il morale dei commando boeri. Malgrado i migliori intenti, la missione di Trenchard fallì facendo fuggire i boeri, ma questi venne comunque menzionato nei dispacci dai suoi superiori.
Trenchard trascorse il resto del 1901 con incarichi di pattugliamento, ed all'inizio del 1902 venne nominato comandante de facto del 23rd Mounted Infantry Regiment. Durante gli ultimi mesi della guerra, Trenchard ebbe l'occasione di guidare in azione una volta sola i suoi uomini. In risposta ai frequenti furti di bestiame perpetrati dai boeri, gli zulu avevano sconfinato nel Transvaal ed il 23rd Mounted Infantry Regiment era giunto per contrastarli. Dopo che venne raggiunta la pace nel maggio del 1902, Trenchard venne incaricato di supervisionare il disarmo dei boeri e gestire successivamente la leva locale. Nel luglio di quello stesso anno, il 23rd Mounted Infantry venne richiamato a Middelburg. Trenchard venne promosso maggiore nell'agosto del 1902.

#### In Nigeria
Col termine della guerra boera, Trenchard decise di passare in servizio nella West African Frontier Force e gli venne garantita la posizione di comandante del Southern Nigeria Regiment con la promessa che avrebbe guidato tutte le spedizioni del reggimento. Al suo arrivo in Nigeria nel dicembre del 1903, Trenchard inizialmente ebbe alcune difficoltà nel prendere il suo incarico di comandante per via dei suoi superiori.
Trenchard inaugurò così un periodo di sei anni nei quali si impegnò in varie spedizioni di pattugliamento, sorvegliando un'area di 26.000 chilometri quadrati area che diverrà poi nota col nome di Biafra. Negli scontri occasionali col popolo Ibo, Trenchard ottenne vittorie decisive. Dall'estate del 1904 a quella del 1905, Trenchard rimase incaricato come comandante del Southern Nigeria Regiment. Nel 1906 ottenne il Distinguished Service Order ed ottenne temporaneamente il comando di tenente colonnello nel 1908.

### In Inghilterra ed in Irlanda
All'inizio del 1910, Trenchard divenne gravemente ammalato e dopo alcuni mesi, fece ritorno nuovamente in patria, questa volta per un ascesso epatico. Tornato in Inghilterra, Trenchard non si riprese velocemente, ma anzi prolungò la sua convalescenza. Ad ogni modo nell'estate di quello stesso anno fu in grado di raggiungere i genitori in vacanza nel West Country.
Nell'ottobre del 1910 Trenchard venne posto in servizio a Londonderry dove si trovava aquartierato il secondo battaglione dei Royal Scots Fusiliers. Trenchard tornò al suo rango di maggiore e divenne comandante della compagnia. Come in precedenza, Trenchard occupò il proprio tempo giocando a polo e dedicandosi alla caccia, trovando anche il tempo di revisionare le procedure amministrative che erano mal condotte dai suoi ufficiali. Trenchard si scontrò inoltre col colonnello Stuart, alto ufficiale di comando, che disse a Trenchard che il villaggio era troppo piccolo per entrambi e dal febbraio del 1912 Trenchard si era già dedicato nuovamente alla gestione delle forze coloniali.

### La scuola di volo

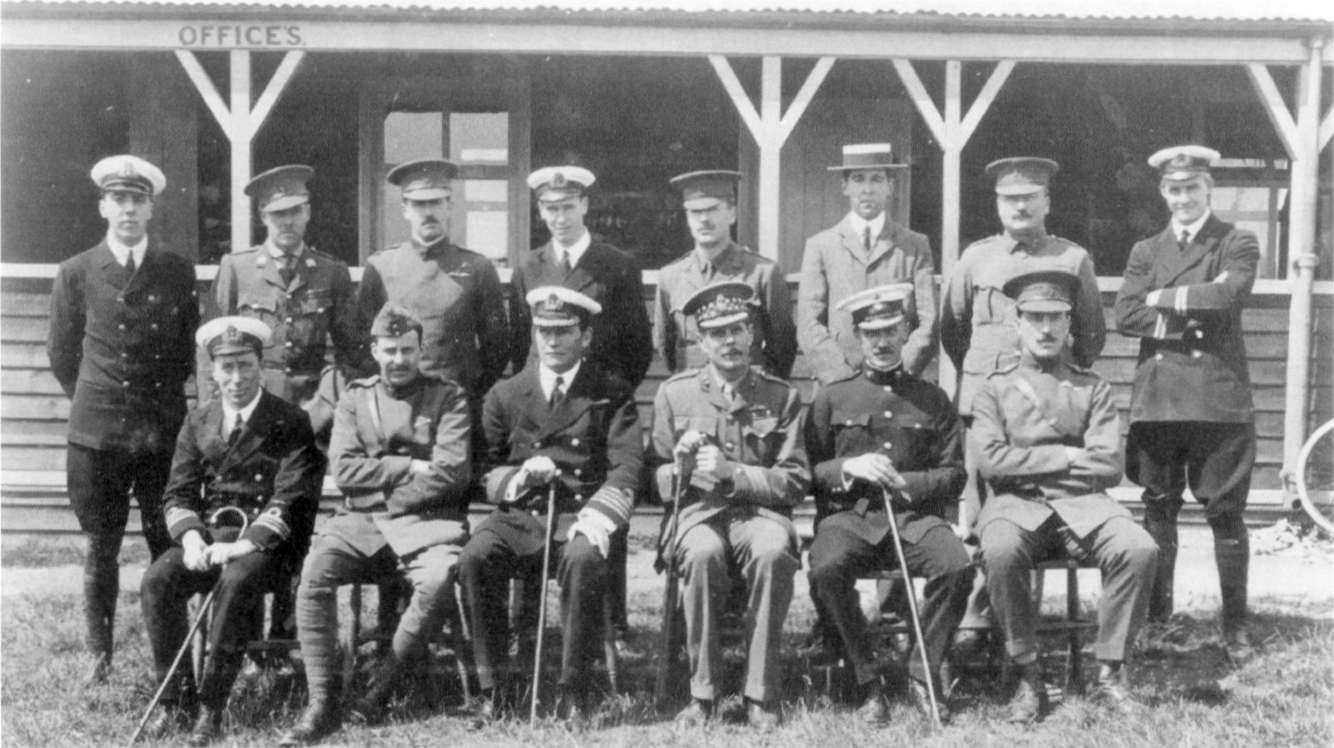
Lo staff della Central Flying School a Upavon nel gennaio del 1913. Trenchard è in prima fila, il terzo da destra.

Durante il suo periodo in Irlanda, Trenchard ricevette una lettera dal capitano Eustace Loraine, il quale gli chiedeva di buttarsi nell'avventura dell'aviazione dati i recenti studi in merito che certamente potevano interessarlo. Trenchard e Loraine erano amici sin dal tempo delle operazioni in Nigeria, ed al suo ritorno in Inghilterra, Loraine aveva ottenuto un brevetto di volo. Dopo numerosi sforzi, Trenchard riuscì a persuadere il suo ufficiale comandante a concedergli tre mesi di paga per allontanarsi dal reggimento ed ottenere anch'egli il brevetto di pilota. Trenchard giunse a Londra il 6 luglio 1912, solo per scoprire che il capitano Loraine era rimasto ucciso in un incidente di volo il giorno precedente. All'età di 39 anni, Trenchard era appena al di sotto del limite dei 40 anni stabilito per ottenere i brevetti militari alla Central Flying School, e pertanto egli non si riproponeva di divenire un aviatore di carriera.
Quando Trenchard giunse alla scuola d'aviazione di Thomas Sopwith a Brooklands, disse al dirigente di avere solo 10 giorni di tempo per ottenere il certificato di aviatore. Trenchard riuscì a viaggiare autonomamente dal 31 luglio di quell'anno, ottenendo il suo certificato del Royal Aero Club (n. 270) a bordo di un biplano "Henry Farman". Il corso gli era costato in tutto 75 sterline, per un totale di due settimane e mezza di pratica e 64 minuti di volo in aria. Anche se Copland Perry, istruttore di Trenchard, denotò come insegnargli a volare non fosse stata "una cosa semplice", Trenchard era stato un "allievo modello." Le difficoltà di Trenchard erano essenzialmente dovute alla sua parziale cecità in un occhio, fatto che aveva mantenuto segreto per conseguire il brevetto.
Trenchard giunse a Upavon, dove era di base la Central Flying School, e venne assegnato ad Arthur Longmore. Il cattivo tempo ritardò l'ammissione del nuovo allievo alla squadra di Longmore, ma prima che il tempo si fosse ristabilito, il comandante della scuola, il capitano Godfrey Paine aveva cooptato Trenchard nel suo staff permanente. Parte dei nuovi incarichi di Trenchard gli richiedevano di svolgere il compito di esaminatore delle nuove reclute, firmando i brevetti conseguiti. Del resto l'abilità di Trenchard nel volare era tutt'altro che soddisfacente, e Longmore prestò scoprì le deficienze del suo allievo. Nelle settimane successive Trenchard trascorse molte ore a implementare le proprie abilità. Dopo che Trenchard ebbe terminato il suo corso di volo, venne ufficialmente nominato istruttore. Ad ogni modo, il destino di Trenchard non era quello di divenire un pilota istruttore, bensì quello di dedicarsi agli incarichi amministrativi. Come membro dello staff, Trenchard iniziò a lavorare per la riorganizzazione delle procedure. Egli pose particolare attenzione all'assicurarsi che le abilità venissero acquisite, come nel caso della capacità di leggere le mappe, oltre alle pratiche di segnalazione ed alla meccanica degli aerei che poteva rivelarsi fondamentale. Fu durante questo periodo inoltre che alla Central Flying School, Trenchard si guadagnò il soprannome di "Boom" per il suo tono di voce basso e rombante.
Nel settembre del 1912, Trenchard fu osservatore dell'aria durante le manovre d'esercito. L'esperienza accumulata con l'esercito gli garantiva un ottimo sviluppo della strategia di attacco e difesa anche dall'alto. Il settembre successivo, Trenchard venne nominato Assistente Comandante e promosso temporaneamente al rango di tenente colonnello. Ancora una volta Trenchard incrociò Winston Churchill, che all'epoca stava studiando volo presso la Naval Flying School di Eastchurch e Upavon. Trenchard si fece un'ottima opinione di Churchill come pilota, denotandone numerose abilità in volo.

### La prima guerra mondiale

#### Ufficiale comandante della Military Wing
Con lo scoppio della prima guerra mondiale, Trenchard venne nominato ufficiale comandante dell'ala militare del Royal Flying Corps, rimpiazzando il tenente colonnello Sykes. Questa nomina pose Trenchard ufficialmente nei Royal Flying Corps, incarico che ricoprì con la massima dedizione e serietà. Il quartier generale di Trenchard era posto a Farnborough ove covò un risentimento per non essere stato chiamato a seguire il suo vecchio reggimento in Francia. Ad ogni modo, il capo dei Royal Flying Corps, il generale sir David Henderson, si rifiutò di lasciarlo partire. I nuovi incarichi di Trenchard prevedevano la sua figura come responsabile di una parte dei rifornimenti concessi agli squadroni in servizio nel continente. Trenchard inizialmente si pose l'obbiettivo di ottenere 12 squadroni, ma Sefton Brancker, l'Assistente Direttore dell'Aeronautica Militare, gli suggerì di portarla a 30 e Lord Kitchener addirittura a 60. Intenzionato a raggiungere questi obbiettivi, Trenchard si servì del personale della scuola di Brooklands per formare una nuova scuola.
All'inizio di ottobre del 1914, Kitchener richiese a Trenchard uno squadrone per supportare le azioni di fiancheggiamento dei tedeschi sul continente. Il 7 ottobre, solo 36 ore dopo, il No. 6 Squadron era giunto in Belgio, seguito poi da altri squadroni provvisti.
Sul finire del mese, Henderson offrì a Trenchard il comando della neonata First Wing delle forze d'aviazione inglesi. Trenchard accettò l'offerta sulla base del fatto che non sarebbe stato subordinato a Sykes, nel quale non credeva. Il mese successivo, la Military Wing venne abolita e le sue unità vennero riorganizzate. Il comando delle wing venne affidato al tenente colonnello E. B. Ashmore.

#### Comandante della First Wing
Trenchard ottenne il comando della First Wing nel novembre del 1914 e stabilì il proprio quartier generale a Merville. Al suo arrivo, Trenchard scoprì che Sykes era stato chiamato a rimpiazzare Henderson come comandante dei Royal Flying Corps, rendendo così Sykes il diretto superiore di Trenchard, motivo per cui le relazioni personali e lavorative dei due furono sempre molto tese. Trenchard si appellò a Kitchener, divenuto nel contempo Segretario di Stato per la Guerra, minacciando le proprie dimissioni. L'insofferenza di Trenchard venne risolta nel dicembre del 1914 quando Kitchener ordinò che Henderson riassumesse il comando dei Royal Flying Corps. La First Wing di Trenchard consisteva degli squadroni due e tre coi quali si dedicava al supporto del IV corpo d'armata e dell'Indian Corps. Dopo che la prima armata sotto il generale Haig aveva avuto origine nel dicembre di quello stesso anno, la First Wing diede supporto alla prima armata.
All'inizio di gennaio del 1915, Haig chiamò Trenchard a relazionargli gli ultimi successi ottenuti dalla parte dell'aviazione inglese da lui diretta. Durante questo incontro Haig espose in confidenza a Trenchard la sua idea di attaccare nel marzo dell'anno in corso la regione di Merville/Neuve Chapelle. Dopo le prime ricognizioni fotografiche aeree, i piani degli alleati erano stati revocati nel febbraio. Durante la Battaglia di Neuve Chapelle nel marzo di quell'anno, i RFC ed in particolare la First Wing supportarono notevolmente le offensive sul campo. Fu questa inoltre la prima volta in cui un velivolo veniva utilizzato come bombardiere nel corso di una guerra, anche se questo si dimostrò avere poco effetto sull'artiglieria a terra. Già prima dell'offensiva di Haig nella Seconda battaglia di Ypres e nella Seconda battaglia di Artois nell'aprile e nel maggio di quell'anno, Trenchard aveva già compiuto una serie di rilievi fotografici tra le linee nemiche. Malgrado le informazioni dettagliate che vennero fornite, entrambe le offensive si dimostrarono inconcludenti. Alla fine di questo incarico, Henderson offrì a Trenchard la posizione di suo capo dello staff. Trenchard declinò l'offerta, citando la sua incapacità nel ruolo anche se la sua ambizione personale al comando avrebbe potuto essere la vera ragione di questo rifiuto. Ad ogni modo, questo non fermò la sua promozione a colonnello nel giugno del 1915.

#### Comandante del Royal Flying Corps

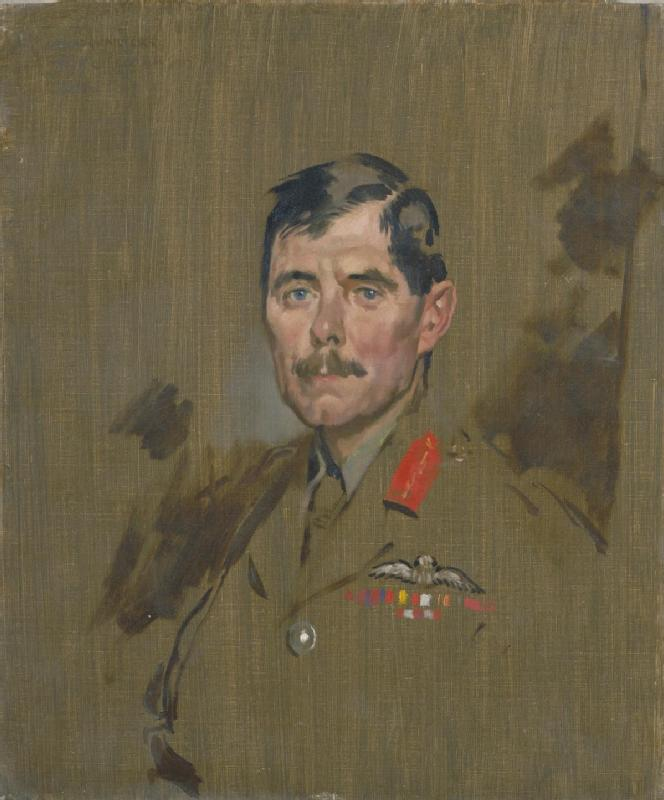
Trenchard come generale del Flying Corps' in un ritratto del maggio del 1917

Al ritorno di Henderson al War Office nell'estate del 1915, Trenchard venne promosso brigadiere generale e nominato ufficiale comandante del RFC in Francia. Trenchard venne incaricato del ruolo di comandante generale del RFC rimanendo in carica sino al 1918. Sul finire del 1915 quando Haig venne nominato comandante del British Expeditionary Force, Haig e Trenchard ristabilirono la loro cooperazione, questa volta a maggior livello. Nel marzo dell'anno successivo, con l'espansione del RFC, Trenchard venne promosso al rango di maggiore generale.
Il periodo di comando di Trenchard venne caratterizzato da tre priorità: la prima fu la sua enfasi nel supporto e nella coordinazione delle forze di terra. Questo supporto iniziò col riconoscimento della coordinazione con l'artiglieria di terra e poi con la gestione delle tattiche come il bombardamento delle posizioni nemiche dall'alto. Mentre Trenchard non si era opposto al bombardamento strategico dei tedeschi, si era opposto ai bombardamenti su lungo raggio, ritenendo che vi fosse una perdita eccessiva di risorse preziose. In secondo luogo egli si improntò essenzialmente sul mantenimento di un morale alto, non solo tra i suoi uomini, ma più in generale sull'impatto che un aeroplano poteva portare sulle truppe nemiche. Infine, Trenchard aveva un credo assoluto nell'importanza dell'azione offensiva. Malgrado questo fatto fosse riconosciuto da molti comandanti inglesi, il ruolo del RFC era sempre visto come di supporto e non di attacco, anche a causa dell'opposizione che molti vedevano nel ruolo delle "macchine" nella guerra.
A seguito del borbardamento strategico tedesco su Londra nell'estate del 1917, il governo considerò la creazione di una vera e propria aviazione che potesse unire l'RFC con il Royal Naval Air Service. Trenchard si oppose a questo atto credendo che questo avrebbe diluito ulteriormente il ruolo del supporto alle forze in Francia. Dall'ottobre di quell'anno, egli invece si rese conto che la creazione di un'aviazione era inevitabile e, sentendosi candidato a capo dello staff, tentò di improntare i suoi nuovi schemi sul fronte occidentale della guerra. Malgrado questo, Trenchard venne succeduto in Francia dal maggiore generale John Salmond.

#### Capo dello Staff dell'Aria (prima nomina)

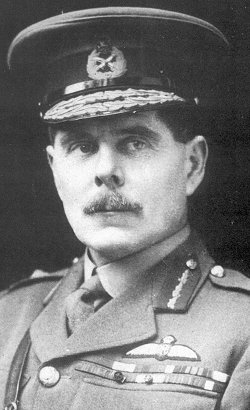
Trenchard in una fotografia scattata negli ultimi anni della prima guerra mondiale

Dopo che l'Air Force Bill ebbe dato l'assenso reale il 29 novembre 1917, seguì un periodo di speculazione politica sui nuovi ruoli da assegnare di Segretario di Stato per l'aeronautica, Capo dello Staff dell'Aria e più in generale del Ministero dell'Aviazione. Trenchard venne richiamato dalla Francia, attraversando la Manica a bordo di un cacciatorpediniere la mattina del 16 dicembre. Attorno alle 15.00 di quello stesso giorno, Trenchard incontrò Lord Rothermere che da poco era stato nominato Segretario di Stato per l'Aria. Rothermere offrì a Trenchard l'incarico di Capo dello Staff dell'Aria e prima ancora che questi potesse rispondere, Rothermere gli spiegò come il suo supporto gli sarebbe stato molto utile per lanciare una campagna di stampa contro sir Douglas Haig e sir William Robertson, il Capo dello Staff Generale Imperiale. Trenchard ovviamente rifiutò l'incarico, essendo personalmente leale ad Haig e avverso agli intrighi politici. Rothermere e suo fratello Lord Northcliffe, che era presente all'incontro, trascorsero 12 ore a dibattere animatamente con Trenchard. I fratelli si arresero all'idea del rifiuto di Trenchard, ma utilizzarono il fatto per attaccare Haig su un giro di false promesse. Trenchard difese la politica di Haig dai costanti attacchi. Alla fine, dopo essersi consultato con Haig, Trenchard accettò l'incarico propostogli.
Il nuovo anno vide Trenchard nominato cavaliere commendatore dell'Ordine del Bagno e nominato Capo dello Staff dell'Aria sul neonato Air Council. Trenchard iniziò a lavorare il 18 gennaio e durante il suo primo mese al Ministero dell'Aviazione, si scontrò con Rothermere su diversi punti. Innanzitutto, la tendenza di Rothermere a porre più fiducia nei consiglieri esterni piuttosto che in quelli interni irritava sistematicamente Trenchard. In secondo luogo, Rothermere insisteva sul fatto che Trenchard fosse meglio impiegato altrove. Infine tra i due si accese una lunga discussione sul ruolo che l'aviazione doveva avere nella guerra, ruolo che Trenchard riteneva fondamentale a livello strategico, mentre che Rothermere relegava al supporto sul fronte occidentale. I rapporti tra i due si fecero sempre più estraniati, a tal punto che quando Trenchard scoprì che Rothermere aveva promesso alla Royal Navy altri 4000 aeroplani in funzione anti-sottomarina, gli scrisse delle lettere per esprimergli tutto il suo disgusto per azioni che miravano a dividere e non a unire le forze dell'aria. Il giorno successivo, Trenchard inviò a Rothermere una lettera di dimissioni alla quale Rothermere cercò di rimediare chiedendogli di rimanere, ottenendo da Trenchard la disponibilità ad attenere solo fino al successivo 1º aprile, quando venne poi fondata ufficialmente la Royal Air Force.
Dopo che i tedeschi ebbero sconfitto le forze inglesi della prima armata il 21 marzo, Trenchard ordinò a tutte le riserve aree, agli ingegneri e ai piloti di recarsi in Francia in supporto, operazione di arresto del nemico che riuscì senza problemi. Il 5 aprile Trenchard si recò in Francia per ispezionare gli squadroni e farsi riferire la situazione dell'aviazione sul continente. Al suo ritorno, Trenchard incontrò Lloyd George e altri ministri per riferire al governo della situazione generale.
Il 10 aprile, Rothermere informò Trenchard che il Gabinetto di Guerra aveva accettato le sue dimissioni e che gli era consentito pertanto di riprendere la diretta gestione delle operazioni in Francia. Trenchard rifiutò l'offerta dicendo che rimpiazzare Salmond al culmine degli scontri sarebbe risultato "dannoso". Tre giorni dopo il maggiore generale Frederick Sykes rimpiazzò Trenchard come Capo dello Staff dell'Aria. Il lunedì successivo, Trenchard venne convocato a Buckingham Palace dove re Giorgio V ascoltò il resoconto dei fatti direttamente da Trenchard, causa delle sue dimissioni. Trenchard quindi scrisse al primo ministro esponendo i fatti, il che non fece altro che attirargli ancor più le ire di Rothermere, ma nel contempo Lloyd George iniziò ad interrogarsi sulle reali competenze di questi al ministero dell'Aviazione. Rothermere, realizzando la situazione, offrì le proprie dimissioni che vennero pubblicate il 25 aprile di quello stesso anno.

### Incarichi vari
Nelle settimane che fecero seguito alle dimissioni di Trenchard, questi si trovava senza un ruolo fisso, ed aveva preso ad evitare la stampa ed a non rilasciare interviste né commenti pubblici. Il nuovo ministro dell'Aria, Sir William Weir, sotto pressione per trovare una posizione a Trenchard, gli offrì il comando dell'Independent Air Force che stava conducendo delle operazioni a lungo raggio di bombardamento contro la Germania. Al contrario, Trenchard, alla ricerca di un posto che lo ponesse sul medesimo livello di Sykes, comprese che la riorganizzazione della RAF gli sarebbe stato più congeniale come incarico. Weir non accettò la proposta di Trenchard, fornendogli invece differenti altre opzioni. Trenchard rigettò le offerte avanzate nei suoi confronti e Weir gli offrì dunque il comando di tutte le forze d'aviazione nel Medio Oriente o l'incarico di Ispettore Generale della RAF, fatti che lo incoraggiarono a ripensare alla sua posizione e ad accettare la direzione dell'Independent Air Force in Francia.
Trenchard aveva avuto diverse ragioni per non accettare gli incarichi propostigli, incarichi che egli vedeva di poco conto e con notevole perdita di autorità anche se apparivano essere posti sicuri.

#### Comandante dell'Independent Air Force
Dopo un periodo definito di special duty in Francia, Trenchard venne nominato Comandante dell'Independent Air Force dal 15 giugno 1918 col quartier generale a Nancy. The Independent Air Force continuò l'incarico che era stato dell'VIII brigata dalla quale era stato derivato, portando a termine bombardamenti intensivi sulle ferrovie, nonché sui centri produttivi e industriali tedeschi. Inizialmente, il generale francese Ferdinand Foch si rifiutò di riconoscere l'Independent Air Force dal momento che la sua presenza causava non poche difficoltà logistiche. I problemi vennero risolti dopo un incontro tra Trenchard e il generale de Castelnau. Trenchard colse inoltre l'occasione per rafforzare i legami tra la RAF e l'aviazione americana, rendendosi conto delle nuove tecniche di bombardamento aereo introdotte proprio dagli statunitensi.
Nel settembre del 1918, le forze di Trenchard indirettamente supportarono l'American Air Service durante la Battaglia di Saint-Mihiel, bombardando gli accampamenti tedeschi e rifornendo gli alleati per via aerea e ferroviaria. La stretta cooperazione di Trenchard con gli americani e i francesi venne formalizzata quando il suo ruolo di comando venne ridisegnato col nome di Inter-Allied Independent Air Force nell'ottobre del 1918 e posto direttamente sotto il comando del generale Foch. Quando venne siglato l'armistizio di novembre, Trenchard ricevette il permesso da Foch di fare ritorno coi suoi squadroni al comando britannico. Trenchard venne succeduto come comandante dell'Independent Air Force dal suo vice, il generale di brigata Courtney.

### Tra le due guerre

#### Ammutinamento dell'esercito a Southampton
Dopo due mesi di inattività nelle file della RAF, Trenchard fece ritorno ai suoi incarichi militari a metà del gennaio del 1919 quando sir William Robertson, il comandante in capo delle forze nazionali, gli chiese di occuparsi di circa 5000 soldati ammutinati presso Southampton. Indossata la sua uniforme di generale, giunse a Southampton con due uomini del suo staff, nonché Maurice Baring, suo aiutante di campo. Trenchard inizialmente tentò di parlare coi soldati ammutinati ma venne osteggiato e deriso. A questo punto egli armò delle truppe da inviare a Southampton e quando gli ammutinati videro le forze dispiegate da Trenchard si arresero piuttosto che affrontare la carneficina.

#### Capo dello Staff dell'Aria (2^ nomina)

##### Rinomina e malattia
All'inizio del 1919, Churchill venne nominato Segretario di Stato per la Guerra e Segretato di Stato per l'Aria. Mentre Churchill era preoccupato di implementare le difese post-belliche e la demobilitazione dell'esercito, il Capo dello Staff dell'Aria, il maggiore generale Frederick Sykes, gli inviò delle carte con la irrealistica proposta di allargare le forze armate per il futuro. Insoddisfatto di Sykes, Churchill iniziò a considerare la rinomina di Trenchard per quel posto, le cui performance a Southampton avevano ancora una volta favorito l'azione di Churchill.
Durante le prime settimane di febbraio, Trenchard venne convocato a Londra con un telegramma ufficiale. Al War Office, Trenchard incontrò Churchill, il quale gli chiese di tornare a ricoprire il ruolo di Capo dello Staff dell'Aria. Trenchard replicò che questo gli era impossibilitato dal fatto che Sykes era ancora al suo posto. Dopo che Churchill ebbe detto che Sykes sarebbe stato nominato Controllore dell'Aviazione Civile e nominato cavaliere di gran croce dell'Ordine dell'Impero Britannico per tenerlo lontano da quel ruolo, Trenchard acconsentì ad accettare l'offerta. Churchill, per non menare il can per l'aia, chiese a Trenchard di provvedere a una sua idea per la riorganizzazione dell'aviazione, piani che vennero poi approvati dallo stesso Churchill. Trenchard ritornò al Ministero dell'Aviazione a metà febbraio e formalmente assunse l'incarico di Capo dello Staff dell'Aria il 31 marzo 1919.
Per gran parte del marzo di quell'anno, Trenchard non fu in grado di svolgere a pieno il suo lavoro a causa della febbre spagnola che aveva contratto. Durante questo periodo egli scrisse a Katherine Boyle (nata Salvin), vedova del suo amico e compagno ufficiale James Boyle, che aveva conosciuto ai tempi dell'Irlanda. Su richiesta di Trenchard, Mrs Boyle si occupò di curarlo. Una volta che Trenchard si fu ripreso, egli le proposte di sposarlo, ma Katherine rifiutò l'offerta. Trenchard rimase in contatto con lady Boyle e nuovamente si ripropose come suo sposo, questa volta trovando accoglimento. Il 17 luglio 1920, la coppia si sposò nella St. Margaret's Church di Westminster.

##### Migliorie alla RAF e la battaglia per la sopravvivenza

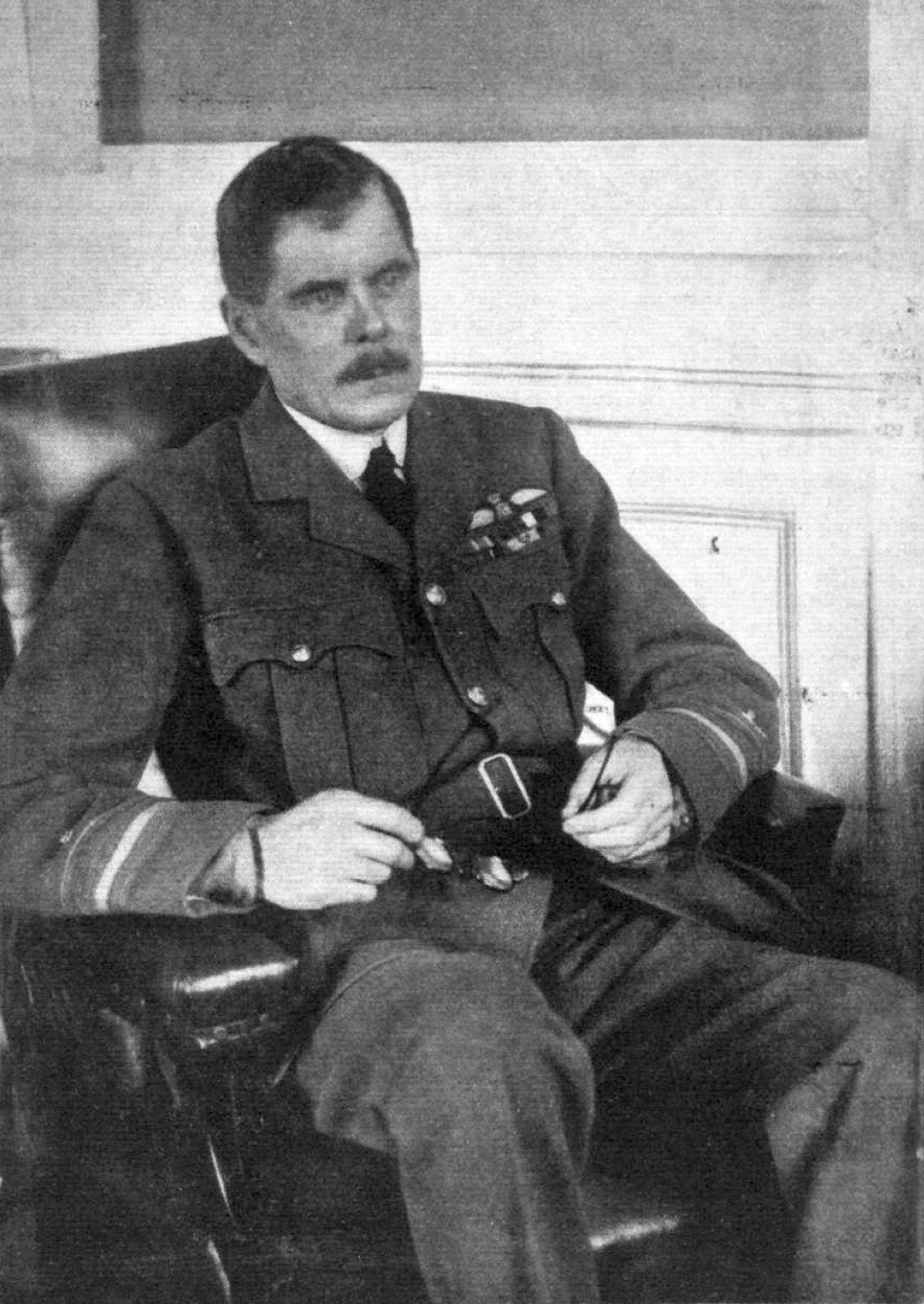
Trenchard come Capo dello Staff dell'Aria nel giugno del 1919

Durante l'estate del 1919, Trenchard lavorò per completare la demobilitazione della RAF ristabilendola in tempo di pace. Questo era un incarico di non poco conto dal momento che la RAF era salita ad un totale di 280 squadroni che dovevano essere riportati a 28 circa. Fu inoltre durante questo periodo che vennero decisi i nuovi gradi per la RAF, malgrado alcune opposizioni dell'Army Council. Trenchard stesso venne rigradato da maggiore generale a vice ammiraglio dell'aria e poi promosso maresciallo dell'aria alcuni giorni dopo.
Dall'autunno del 1919, gli effetti del Ten Year Rule di Lloyd George avevano ormai causato alcune difficoltà a Trenchard per l'istituzione ed il mantenimento della RAF. Egli aveva capito che la RAF doveva avere il controllo totale su tutte le operazioni di volo e di istruzione di volo anche dell'esercito e della marina, da cui doveva distaccarsi definitivamente per acquisire mobilità. Avendo convinto Churchill di questo fatto, Trenchard vide la possibilità di fondare il RAF (Cadet) College a Cranwell, che divenne la prima accademia aeronautica del mondo. Successivamente, nel 1920, Trenchard inaugurò l'Aircraft Apprentice che restò valido per gli specialisti della RAF dei successivi 70 anni. Nel 1922, il RAF Staff College di Andover venne creato per gli ufficiali della RAF.
Successivamente, nel 1919, Trenchard venne creato baronetto ed ebbe una rendita annua di 10.000 sterline. Malgrado le proprie fortune personali, il futuro della RAF era lontano dall'essere assicurato e pertanto, comprendendo che il suo principale ostacolo era il First Sea Lord, l'ammiraglio Beatty, decise di incontrarlo nel dicembre di quell'anno. Trenchard, disse apertamente che "l'aria è una e indivisibile", ritenendola quindi indipendente dalle altre forze armate. Beatty non accettò la proposta di Trenchard né il suo atteggiamento, ma quest'ultimo riuscì a spuntare 12 mesi di tempo per fare della RAF un organismo valido da essere riconosciuto come indipendente.
Negli anni '20 il governo continuò ad occuparsi delle problematiche emerse nel rapporto tra marina e aviazione. Il rapporto Balfour del 1921, il Geddes Axe del 1922 e la Salisbury Committee del 1923 propesero tutte per la costituzione di una RAF indipendente. In ogni occasione Trenchard e gli ufficiali del suo staff, supportati da Christopher Bullock, lavorarono per mostrare alla RAF denaro e sicurezza strategica nel Regno Unito.
Trenchard comprese anche che per dimostrare la validità della sua organizzazione, era necessario impiegarla in uno scopo bellico e per questo nel 1920 decise di coinvolgere la RAF nelle operazioni di pace in Somaliland. Il successo di alcune piccole missioni aeree partite su sua richiesta permisero a Trenchard di portare il caso della RAF all'attenzione dell'Impero Britannico e nel 1922 la RAF ottenne il controllo di tutte le forze britanniche in Iraq. La RAF gestì anche incarichi di pattugliamento nella provincia nord-occidentale dell'India.

##### Gli ultimi anni come Capo dello Staff dell'Aria
Sul finire del 1924, la creazione di riserve aeree note come Auxiliary Air Force, consentirono a Trenchard di espandere la forza della RAF, e nei soli due anni successivi vennero creati altri 25 squadroni ausiliari. Nuovi squadroni vennero istituiti su base universitaria a Cambridge, Londra e Oxford.

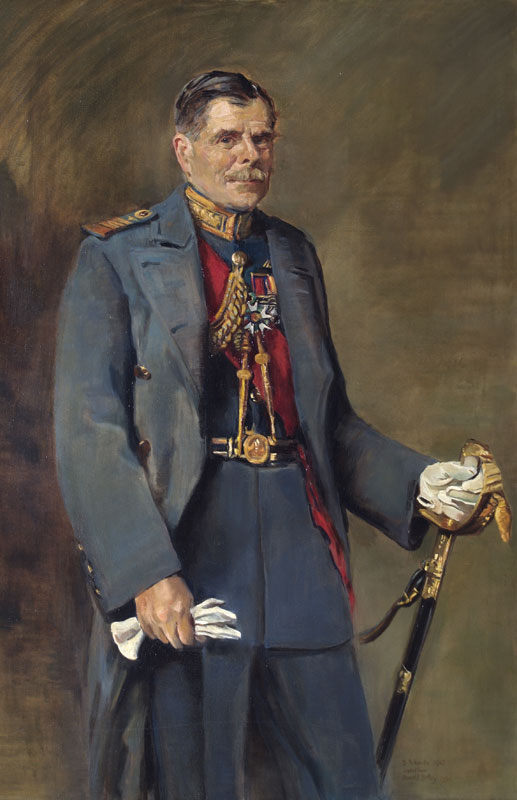
Trenchard come Maresciallo della RAF con il greatcoat

Dagli anni '20 Trenchard era stato tra i sostenitori del bombardamento aereo e dal 1927 testò un prototipo col nome in codice di "Larynx". Ad ogni modo, i costi di sviluppo non erano secondari e nel 1928, quando Trenchard decise di intraprendere nuove ricerche in merito, la Committee of Imperial Defence ed il Gabinetto di governo non accettarono sistematicamente di continuare il progetto. Dopo la mancata vittoria degli inglesi al Schneider Trophy nel 1925, Trenchard assicurò che nuovi fondi sarebbero stati destinati alla RAF per creare la squadra High Speed Flight. Dopo la vittoria degli inglesi nel 1927, Trenchard continuò ad utilizzare i fondi del ministero per le ricerche, venendo accusato da alcuni di spendere soldi inutilmente.
Il 1º gennaio 1927, Trenchard venne promosso da air chief marshal a marshal of the Royal Air Force, divenendo la prima persona a ricoprire il massimo rango della RAF. L'anno successivo Trenchard iniziò a comprendere che ormai il suo ruolo come Capo dello Staf dell'Aria era stato portato a compimento e che questo doveva passare ad un ufficiale più giovane. Egli offrì le sue dimissioni al Gabinetto di governo sul finire del 1928, anche se queste in un primo momento non vennero accettate. Nel medesimo periodo Trenchard stava considerando di continuare la sua carriera a livello diplomatico a Kabul, in Afghanistan.
Trenchard rimase nel suo ruolo di Capo dello Staff dell'Aria sino al 1º gennaio 1930. Immediatamente dopo aver lasciato il suo incarico, Trenchard venne creato dal re Barone di Wolfeton nella contea di Dorset, entrando coì nella Camera dei Lords e divenendo il primo pari della RAF.

#### Commissario della Polizia Metropolitana

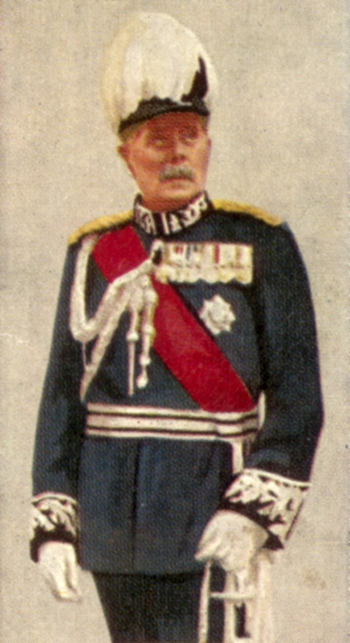
Trenchard nelle vesti di Commissario della Polizia Metropolitana.

Dopo che Trenchard si fu ritirato dalla RAF, lavorò come direttore della Goodyear Tire and Rubber Company, in gran parte per sfuggire alla vita pubblica. Ad ogni modo, nel marzo del 1931, Ramsay MacDonald chiese a Trenchard di ricoprire l'incarico di Commissario della Polizia Metropolitana che, dopo un suo iniziale diniego, Tenchard accettò nell'ottobre di quell'anno. Trenchard prestò servizio come capo della Metropolitan Police sino al 1935 e durante la sua reggenza apportò non pochi cambiamenti, tra cui la limitazione della partecipazione alla Police Federation, introducendo termini di impiego e creando sistemi meritocratici di ascesa nei ranghi. Il maggior merito di Trenchard durante questo periodo fu però l'istituzione dell'Hendon Police College per la formazione degli ispettori e degli ufficiali di polizia. Trenchard si ritirò nel novembre del 1935 e gli ultimi suoi giorni come Commissario gli portarono la nomina a cavaliere di gran croce dell'Ordine Reale Vittoriano.

#### Gli ultimi anni tra le due guerre
Pur durante questi anni come Commissario, Trenchard mantenne sempre un interesse per le cose militari. Nel 1932, nuovamente interessò il governo con sue nuove idee per la difesa aerea di Singapore. L'idea di Trenchard venne ad ogni modo rigettata dal Segretario di Gabinetto, Maurice Hankey. Sul finire dell'anno, quando il governo si era reso conto di dover iniziare lo sviluppo sistematico di bombardieri per la difesa, Trenchard scrisse nuovamente al gabinetto di moderno per opporsi a tale idea.
Trenchard sviluppò intanto una visione negativa di Hankey, iniziando a parlarne male privatamente, dal momento che lo stesso Hankey lo ripagava della medesima moneta. Dal 1935, Trenchard iniziò a muoversi per suo conto per ottenere la rimozione di Hankey dai suoi incarichi all'insegna della sicurezza per la nazione. Dopo il suo abbandono della Metropolitan Police, Trenchard era ormai libero di esprimersi pubblicamente senza timori. Nel dicembre del 1935 Trenchard scrisse su The Times che la Commissione di Difesa Imperiale sarebbe dovuta essere posta sotto la guida di un politico. Hankey rispose all'articolo accusando Trenchard di "cercare di pugnalarlo alle spalle." Dal 1936, l'idea di Trenchard era divenuta ormai un punto fondamentale che egli portò avanti sistematicamente alla Camera dei Lords. Alla fine il governo cedette a questa proposta e Sir Thomas Inskip venne nominato Ministro per la Coordinazione della Difesa.
Nel marasma generale, la marina reclamava ancora una propria marina non dipendente dalla RAF, mosse a cui Trenchard questa volta si oppose con tutte le sue forze, nel privato e sui giornali. Al di la del suo impegno politico, Trenchard divenne consigliere della United Africa Company, che lo aveva prescelto per l'esperienza da lui accumulata nel continente africano durante gli anni della guerra boera. Nel 1936 Trenchard venne elevato al rango di Visconte Trenchard.
Dalla fine del 1936 al 1939 trascorse gran parte del suo tempo viaggiando oltremare per diverse compagnie che lo impiegarono come direttore. Durante una sua visita in Germania nell'estate del 1937, Trenchard venne ospitato a cena da Hermann Göring, il Comandante in Capo della Luftwaffe. Anche se la serata si svolse cordialmente, Göring disse a Trenchard che "un giorno la Germania sarà la maggior potenza del mondo" e Trenchard replicò "dev'essere fuori di sé". Nel 1937 Newall venne nominato Capo dello Staff dell'Aria e Trenchard non esitò a criticarlo. Come ardente sostenitore dei bombardieri, Trenchard trovò molto da ridire sul nuovo programma basato sull'uso dei caccia. Trenchard scrisse nuovamente al Gabinetto di Governo sull'argomento, offrendo inoltre i suoi servigi per ben due volte ed in entrambi i casi questi vennero rifiutati.

### La seconda guerra mondiale

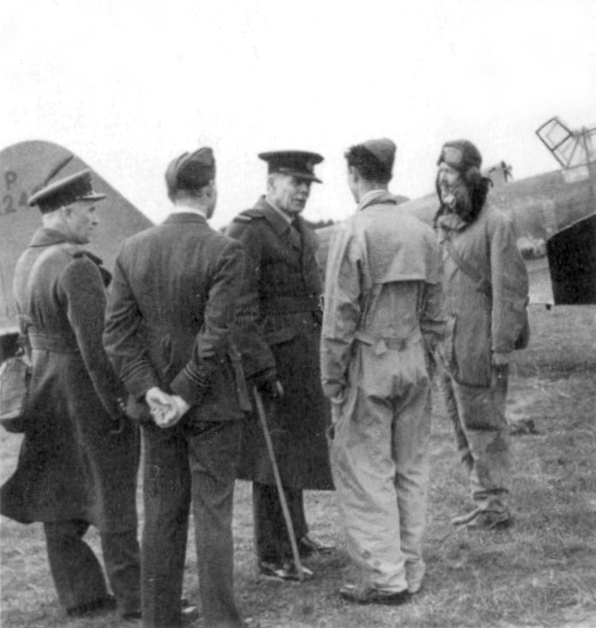
Trenchard con il personale del 12 Squadron in Francia durante l'aprile del 1940.

Poco dopo lo scoppio della seconda guerra mondiale, Chamberlain convocò presso di sé Trenchard e gli offrì l'incarico di predisporre l'istruzione avanzata per i piloti della RAF in Canada, probabilmente col pretesto di rimuovere Trenchard dall'Inghilterra. Trenchard stupì Chamberlain dicendogli che il ruolo richiedeva un giovane che avesse migliori conoscenze in tecniche di allenamento. Trenchard trascorse il resto del 1939 a studiare come la RAF potesse avere la meglio sulla Germania sfruttando le basi aeree francesi. Trenchard era visibilmente insoddisfatto e per questo il governo gli offrì la possibilità di gestire le operazioni di camuffamento delle struttura in madrepatria, ma il generale rifiutò e preferì anzi nella primavera del 1940 portarsi in visita ad alcune unità della RAF, tra le quali si trovava la Advanced Air Striking Force, in Francia. Nell'aprile di quell'anno, sir Samuel Hoare, che era ancora una volta all'incarico di Segretario di Stato per l'aeronautica, tentò ancora una volta di cedere il suo incarico a Trenchard ma senza successo.
Nel maggio del 1940, dopo il fallimento della Campagna di Norvegia, Trenchard utilizzò la sua posizione nella Camera dei Lords per attaccare le deboli posizioni del governo inglese circa la conduzione della guerra. Quando Churchill rimpiazzò Chamberlain come primo ministro, a Trenchard venne chiesto di organizzare la difesa delle fabbriche di aeroplani. Trenchard declinò quest'offerta dicendo di non essere interessato ad un incarico così e Churchill a quel punto propose di fornirgli il rango di generalissimo con massimi poteri su tutto l'esercito britannico, ma non riuscì a portare avanti questa sua idea.
La Battaglia d'Inghilterra da poco conclusa aveva riempito di orgoglio Churchill che molto doveva anche agli sforzi prebellici di Trenchard nel volere a tutti i costi la costituzione della RAF come organismo indipendente. Churchill fece dunque a Trenchard la sua ultima offerta di impiego, questa volta come riorganizzatore dell'intelligence militare britannica. Trenchard considerò a lungo l'offerta ma alla fine declinò l'incarico due giorni dopo, dal momento che quello era un lavoro che richiedeva tatto e predisposizione mentale che egli riteneva di non possedere in maniera adeguata.

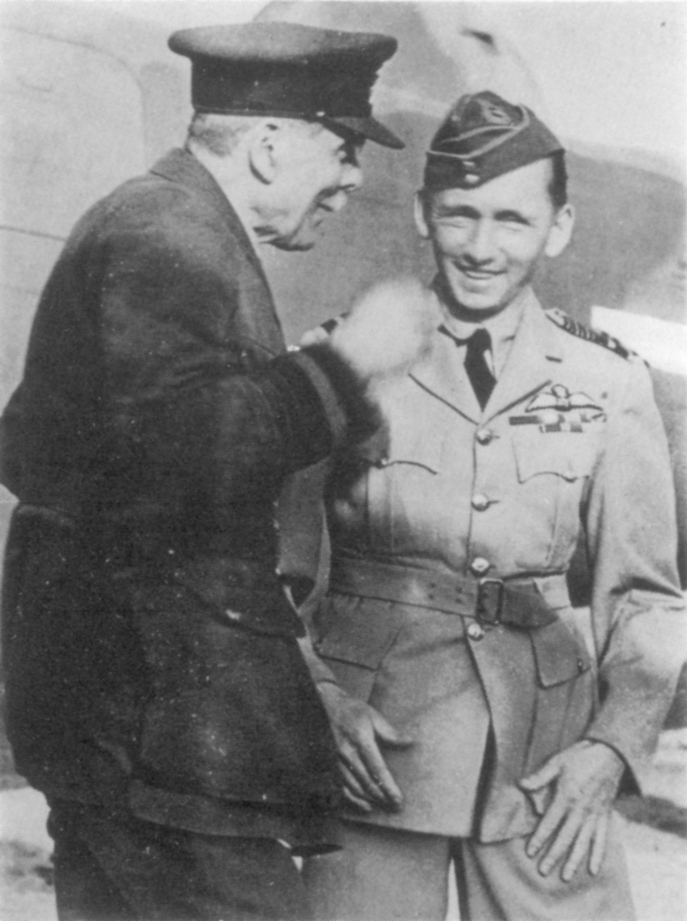
Lord Trenchard parla informalmente con il maresciallo dell'aria Arthur Tedder all'epoca della seconda guerra mondiale.

Dalla metà degli anni '40 in poi, Trenchard iniziò ad agire come Ispettore Generale della RAF in maniera non ufficiale, compiendo delle visite agli squadroni in Europa ed in Nord Africa, alzando il morale dei suoi uomini ad ogni vista. Come pari del Regno Unito, amico di Churchill e direttamente connesso con lo Staff dell'Aria, Trenchard continuò a supportare la causa della RAF presso la Camera dei Lords, sulla stampa e presso il governo, continuando ad inviare rapporti segreti dettagliati sullo status delle cose.
Trenchard continuò anche ad esercitare una considerevole influenza sulla Royal Air Force. Con Sir John Salmond riuscì a far rimuovere Cyrill Newall dal ruolo di Capo dello Stato maggiore generale e Hugh Dowding dal ruolo di Comandante in Capo del Fighter Command. Nell'autunno del 1940, Newall venne rimpiazzato dal maresciallo dell'aria Charles Portal e Dowding venne sostituito dal maresciallo dell'aria Sholto Douglas. Entrambi i nuovi comandanti erano dei protetti di Trenchard.
Il 19 maggio 1941 inoltre Trenchard inviò al governo britannico un lungo memorandum che avrebbe fortemente influenzato ancora una volta la strategia aerea della nazione; egli criticava fortemente la dispersione degli sforzi del Bomber Command su troppi obiettivi diversi e invece richiedeva che la forza da bombardamento fosse enormemente incrementata di numero e totalmente concentrata in una continua e martellante strategia di bombardamenti sulle città della Germania. In questo modo la nazione nemica sarebbe stata devastata e il morale della popolazione, da lui ritenuta "apatica e facile preda del panico e dell'isteria", sarebbe crollato come nel 1918. Anche se Churchill e i capi di stato maggiore delle forze armate condividevano solo in parte, e quindi non applicarono completamente le idee radicali di Trenchard, in pratica il comandante del Bomber Command Arthur Harris seguì in linea generale la strategia di Trenchard e ricercò la vittoria attraverso i bombardamenti massicci per provocare il cedimento morale della Germania.
Durante la guerra, la famiglia Trenchard subì una tragedia: il figliastro maggiore di Trenchard, John, venne ucciso in azione in Italia ed il figliastro minore, Edward, rimase ucciso in un incidente aereo. Anche il suo figlio primogenito, Hugh, rimase ucciso in Nord Africa. Ad ogni modo, il figlio minore di Trenchard, Thomas riuscì a sopravvivere alla guerra e spesso si preoccupò di far visita ai genitori.

### Gli ultimi anni
Dopo la guerra, molti generali americani tra cui Henry H. Arnold e Carl Andrew Spaatz, chiesero a Trenchard molti consigli per migliorare la United States Air Force, al punto che alcuni lo definirono in quel frangente "il santo patrono della forza aerea". L'USAF venne creata quindi come ramo indipendente delle forze armate statunitensi nel 1947.

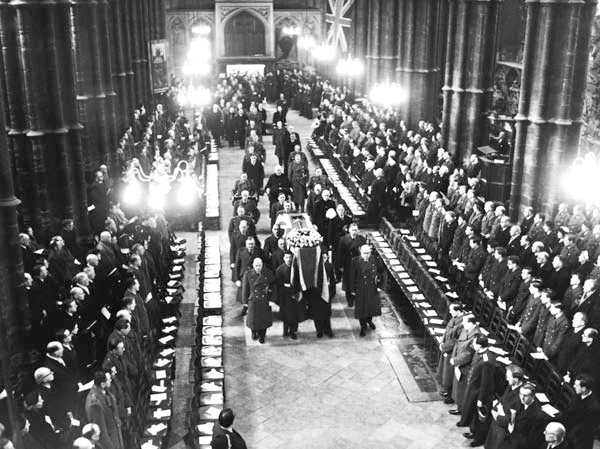
Il funerale di Trenchard nell'Abbazia di Westminster nel 1956.

Dopo la seconda guerra mondiale, Trenchard continuava a sfornare idee per migliorare l'aviazione inglese, supportando inoltre la creazione di due memoriali agli aviatori delle guerre. Per il primo, la Battle of Britain Chapel nell'Abbazia di Westminster, Trenchard fu capo di una commissione con l'Air Chief Marshal Sir Hugh Dowding incaricata di trovare fondi per la realizzazione della cappella e per la creazione di vetri istoriati. Il secondo progetto, il memoriale anglo-americano agli aviatori di entrambe le nazioni, venne eretto nella Cattedrale di St Paul, dopo la morte di Trenchard. Tra la fine degli anni '40 e l'inizio degli anni '50, Trenchard continuò anche il suo ruolo nell'United Africa Company, mantenendo il suo ruolo di consigliere sino al 1953 quando consegnò le proprie dimissioni. Dal 1954, durante gli ultimi anni della sua vita, Trenchard divenne parzialmente cieco e fisicamente fragile.
Trenchard morì una settimana dopo il suo 83º compleanno nella sua casa di Londra, presso Sloane Avenue, il 10 febbraio 1956. Il suo funerale all'Abbazia di Westminster si tenne il 21 febbraio, e le sue spoglie vennero sepolte nella Battle of Britain Chapel che egli stesso aveva contribuito a creare. I titoli nobiliari di Trenchard passarono a suo figlio Thomas.